# Svećeničko bratstvo sv. Petra
Svećeničko bratstvo svetog Petra (lat. Fraternitas Sacerdotalis Sancti Petri; kratica: F.S.S.P. ili FSSP) je družba apostolskog života papinskog prava. Pripadnici ove družbe slave liturgiju isključivo prema izvanrednom obliku rimskog obreda. U potpunom su zajedništvu sa Svetom Stolicom. Njihov apostolat trenutno obuhvaća djelovanje u 17 država diljem svijeta, na četiri kontinenta.

## Kanonski status
Prema odredbama Zakonika kanonskog prava, FSSP je družba apostolskog života papinskog prava. Dakle, nije Ustanova posvećenoga života, jer njegovi pripadnici ne polažu zavjete, nego ih umjesto toga obvezuju isti opći zakoni celibata i poslušnosti kao i dijecezanske svećenike, a usto polažu i zakletvu kao članovi družbe. Njihov status družbe apostolskog prava znači da ih je (formalno) utemeljio papa i da u svom djelovanju odgovaraju izravno njemu (putem Papinskog vijeća Ecclesia Dei), a ne mjesnim biskupima. Mjesni biskup i dalje nadgleda djelovanje Bratstva unutar vlastite dijeceze. U ovom smislu njihova organizacija i administrativno izvještavanje nalikuje redovničkim zajednicama papinskog prava (poput primjerice isusovaca ili dominikanaca).  

## Povijest
FSSP je utemeljen 18. srpnja 1988. u švicarskoj opatiji Hauterive. Osnovalo ga je 12 svećenika i dvadesetak sjemeništaraca, predvođenih ocem Josefom Bisigom. Prethodno su pripadali Svećeničkom bratstvu sv. Pija X (Fraternitas Sacerdotalis Sancti Pii X – FSSPX), koje su napustili nakon što je njihov poglavar, nadbiskup Marcel Lefebvre 30. lipnja 1988. u Écôneu nedozvoljeno (i protivno željama pape Ivana Pavla II.) posvetio četvoricu svećenika FSSPX-a za biskupe, s čime se oni nikako nisu mogli složiti. Dana 10. rujna 1988. predsjednik Papinskog povjerenstva 'Ecclesia Dei', kardinal Augustin Mayer O.S.B., u ime Ivana Pavla II. objavljuje dekret kojim se Svećeničkom bratstvu sv. Petra priznaje korištenje liturgijskih knjiga iz 1962.; misala, rituala, pontifikala i rimskog brevijara. Sveta Stolica 18. listopada 1988. izdaje dekret kojim ustanovljuje Bratstvo kao družbu papinskog prava. Ubrzo nakon toga, poštujući želju kardinala Ratzingera, augsburški biskup Joseph Stimpfle dao je Bratstvu dom u Wigratzbadu, bavarskom marijanskom svetištu. Na Uskrs 1990. kardinal Ratzinger pohodio je matičnu kuću Bratstva u Wigratzbadu i služio tradicionalnu svetu misu. Od početnih desetak svećenika i dvadesetak bogoslova, Bratstvo sv. Petra je u manje od 30 godina djelovanja doseglo brojku od skoro tristo svećenika i upola toliko bogoslova, što samo po sebi predstavlja svjedočanstvo njihovog marljivog rada i njihovu privlačnost među mladim katolicima.

## Poslanje i karizma
FSSP čine svećenici i bogoslovi koji teže postizanju kršćanskog savršenstva sukladno posebnoj karizmi, a to je slavljenje svete mise i ostalih sakramenata prema tradicionalnom obliku rimskog obreda (kakav je postojao prije liturgijskih preinaka koje su uslijedile u godinama nakon svršetka Drugog vatikanskog sabora). Stoga Bratstvo sv. Petra rabi liturgijske knjige prema posljednjem izdanju prije koncilske revizije, načinjenom 1962. godine. 
Motuproprij Summorum Pontificum pape Benedikta XVI. iz 2007. dozvolio je svim svećenicima latinskog obreda (ne samo pripadnicima FSSP-a) da slave misu po izvanrednom obliku rimskog obreda, tzv. "tradicionalnu latinsku misu".
Poslanje Bratstva je dvostruko: prvo, formacija i posvećenje svećeničkog kadra za tradicionalnu liturgiju rimskog obreda, i drugo, pastoralni razmještaj svećenika u službi Crkve.
Sukladno tome, njihovi članovi slave sakramente, katehiziraju, organiziraju duhovne obnove, hodočašća i općenito gledajući, pružaju puninu sakramentalnog i duhovnog života katolicima laicima privrženim obredima po Misalu iz 1962. Kako bi ostvarili svoje poslanje, Bratstvo je izgradilo vlastite bogoslovije čiji je cilj formacija muškaraca za služenje Bratstvu i Crkvi.  

## Organizacija
Prema službenim podatcima iz studenoga 2024., FSSP trenutno broji 583 članova: 386 svećenika, 15 đakona i 182 bogoslova u 151 biskupiji u 20 zemalja. Bratstvo upravlja s 48 personalnih župa. Svete mise slave na 255 lokacija. Najveći broj svećenika Bratstva sv. Petra dolazi iz Sjedinjenih Američkih Država, Francuske i Njemačke, a prosječna dob njihovih članova je 39 godina.

### Generalni poglavari
Trenutni generalni poglavar FSSP-a je preč. John Berg.
- Josef Bisig (1988. – 2000.)
- Arnaud Devillers (2000. – 2006.)
- John Berg (2006. – 2018.)
- Andrzej Komorowski (2018. – 2024.)
- John Berg (2024. –)

### Distrikti i regije
Bratstvo sv. Petra je organizacijski podijeljeno na tri distrikta i jednu provinciju:
- Distrikt za njemačko govorno područje, poglavar: vlč. Stefan Dreher
- Francuski distrikt, poglavar: vlč. Benoît de Giacomoni
- Oceanijski distrikt, poglavar: vlč. Michael McCaffrey
- Sjevernoamerička provincija, provincijal: vlč. William Lawrence

### Obrazovne ustanove
Bratstvo ima dva sjemeništa (bogoslovije):
- Međunarodno sjemenište sv. Petra u njemačkom Wigratzbadu, utemeljeno je 1988. Namijenjeno je bogoslovima francuskog i njemačkog govornog područja. Trenutni rektor je vlč. Vincent Ribeton.
- Sjemenište Gospe od Guadalupe u Dentonu, Nebraska, u Sjedinjenim Državama (Dijeceza Lincoln), utemeljeno je 1994. i zaduženo je za bogoslove iz engleskog govornog područja. Trenutni rektor je vlč. Josef Bisig.

Ezechiel House (Ezekijelova kuća), kuća za formaciju namijenjena brucošima bogoslovije, nalazi se u Sydneyu u Australiji. Ravnatelj ove kuće je vlč. Duncan Wong.
Bratstvo sv. Petra je 2015. meksičkoj Guadalajari pokrenula apostolat koji planiraju razviti u kuću za formaciju postulanata sa španjolskog govornog područja. Trenutno Kuća Krista Kralja (Casa Cristo Rey) služi u svrhu programa svećeničkog razmatranja za mladiće iz Španjolske i Latinske Amerike. 2016., Casa Cristo Rey je otvorila Španjolsku ustanovu Junipera Serre (Junipero Serra Spanish Institute), program koji svećenicima i bogoslovima nudi 6 do 8 tjedana intenzivnog izučavanja španjolskog jezika, ali i kulture i duhovnosti.
Bratstvo je organiziralo svoju sjemeništarsku izobrazbu u skladu s crkvenim normama svećeničke formacije, uključujući pri tome i godinu intenzivnije duhovne priprave prije ulaska u ciklus filozofije i teologije. Njegujući uravnotežen život molitve, nauke, zajedničkog života i osobne stege, posebna pozornost se posvećuje njegovanju ljudske zrelosti, stjecanju duha Evanđelja u bliskom zajedništvu s Kristom. Duhovni život u kućama usredotočen je na misnu žrtvu. Posebna pozornost se posvećuje vjernom obdržavanju “liturgijskih i duhovnih tradicija”, sukladno uputama motuproprija „Ecclesia Dei adflicta“ pape Ivana Pavla II od 2. srpnja 1988., koji je u izvorištu osnutka samog Bratstva.

## Bratovština sv. Petra
Bratstvo je 2006. organiziralo (laičku) Bratovštinu sv. Petra, kako bi se laicima omogućila čvršća povezanost s ovom apostolskom družbom. Bratovština broji 5321 člana koji duhovno podupiru karizmu FSSP-a. Članovima Bratovštine sv. Petra mogu postati katolici od svoje četrnaeste godine, a imaju dnevne dužnosti (desetka krunice za posvećenje svećenika Petrova bratstva i za svećenička zvanja uz Molitvu Bratovštine), kao i godišnje (jedanput u godini dati služiti jednu misu na navedene nakane), a zauzvrat su obdareni mogućnošću djelomičnog i potpunog oprosta.

## FSSP u okolici
Od zemalja (zemljopisno) bliskih Hrvatskoj, FSSP djeluje u Austriji i Italiji. Svećenici FSSP-a u više su navrata slavili svete mise u Hrvatskoj, i rado ih primaju vjernici privrženi tradicionalnom rimskom obredu.

## Vanjske poveznice
- Službene stranice FSSP-a
- FSSP u Beču